# Gare de Najac
Gare de Najac vasútállomás Franciaországban, Najac településen.

## Vasútvonalak
Az állomást az alábbi vasútvonalak érintik:
- Brive-la-Gaillarde–Toulouse-vasútvonal

## Kapcsolódó állomások
A vasútállomáshoz az alábbi állomások vannak a legközelebb:
- Gare de Laguépie
- Gare de Villefranche-de-Rouergue